# Liste der Stolpersteine in der Provinz Asti

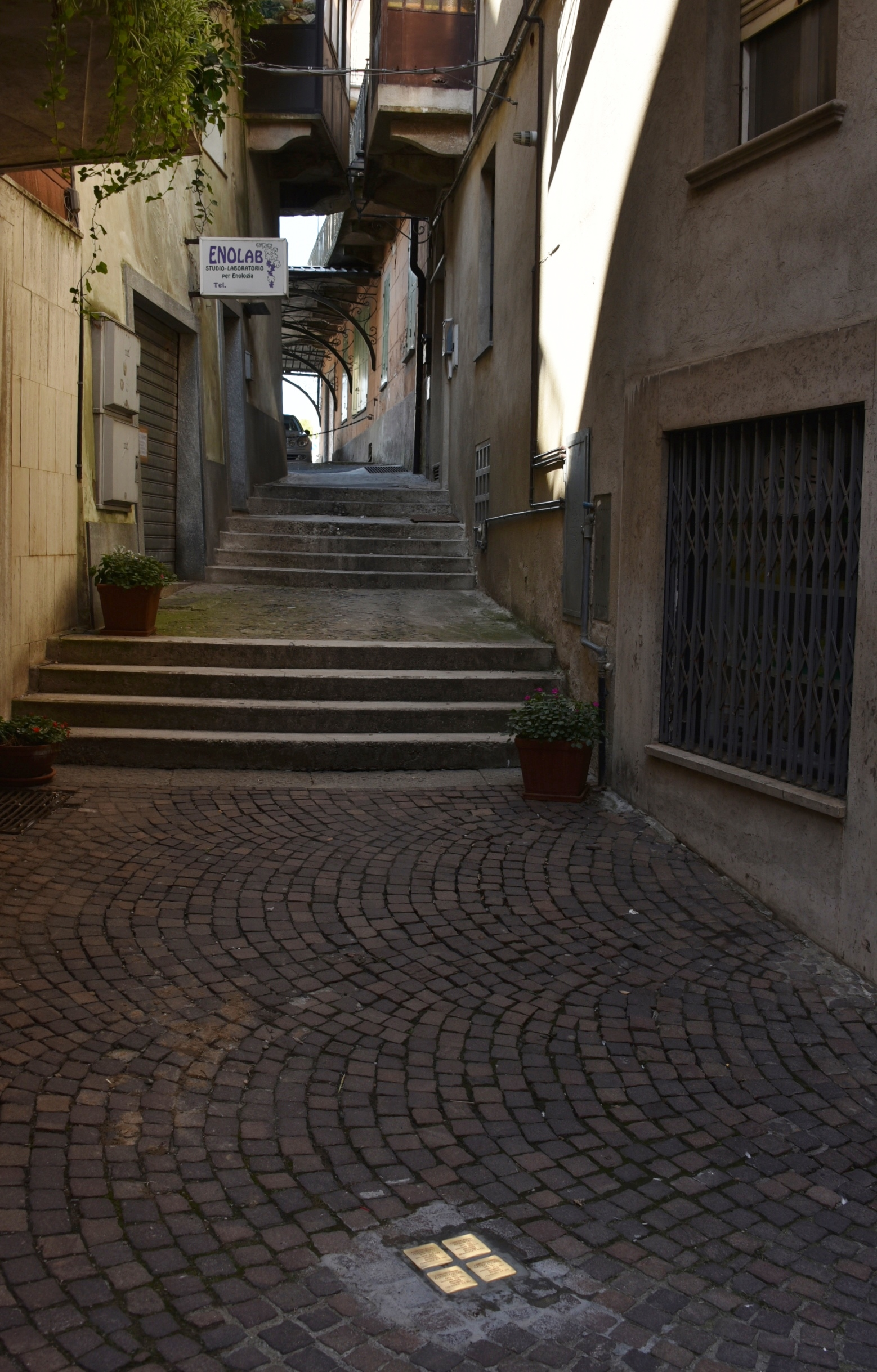
Stolpersteine in Moncalvo

Die Liste der Stolpersteine in der Provinz Asti enthält die Stolpersteine in der italienischen Provinz Asti, die an das Schicksal der Menschen aus dieser Provinz erinnern, die von den Nationalsozialisten ermordet, deportiert, vertrieben oder in den Suizid getrieben wurden. Die Stolpersteine (italienisch pietre d’inciampo) wurden von Gunter Demnig verlegt.
Die Stolpersteine liegen im Regelfall vor dem letzten selbstgewählten Wohnort des Opfers, in Moncalvo jedoch im früheren Ghetto. Die erste Verlegung in dieser Provinz fand im Januar 2020 statt.

## Verlegte Stolpersteine

### Calamandrana
In Calamandrana wurde bisher ein Stolperstein verlegt.
| Stolperstein | Übersetzung                                                                                                 | Verlegeort                    | Name, Leben                |
| ------------ | --- | ----------------------------- | -------------------------- |
|              | HIER WOHNTE LUIGI THERISOD GEBOREN 1925 VERHAFTET 24.12.1943 DEPORTIERT MAUTHAUSEN ERMORDET 14.9.1944 GUSEN | Via Roma, 26 · Calamandrana · | Luigi Therisod (1925–1944) |

### Moncalvo
In Moncalvo wurden vier Stolpersteine verlegt.

Die Tabelle ist teilweise sortierbar; die Grundsortierung erfolgt alphabetisch nach dem Familiennamen.
| Stolperstein | Übersetzung                                                                                            | Verlegeort              | Name, Leben |
| ------------ | --- | ----------------------- | --- |
|              | IN MONCALVO WOHNTE ALBERTO COLOMBO JG. 1875 VERHAFTET 19.4.1944 DEPORTIERT AUSCHWITZ ERMORDET 1.9.1944 | Vicolo 27 genniaio 1945 | Alberto Colombo wurde am 27. Mai 1875 in Asti als Sohn von Simone Colombo und Anna De Benedetti geboren. Er hatte zumindest eine Schwester, Prima. Er war Buchhändler und verheiratet mit Estella Foa. Das Paar hatte vier Kinder, Faustina, Ester, Anna und Amerigo. Er, sein Sohn und seine Schwester wurden am 19. Mai 1944 in Moncalvo verhaftet. Sie wurden zuerst im Lager von Asti, dann im Durchgangslager Fossoli interniert. Am 26. Juni 1944 wurden sie mit dem Transport Nr. 13 in das Konzentrationslager Auschwitz deportiert. Am Tag der Ankunft, dem 30. Juni 1944, wurde seine Schwester ermordet, mutmaßlich in einer Gaskammer. Vater und Sohn wurden zur Zwangsarbeit eingeteilt und verloren beide am 1. September 1944 ihr Leben. |
|              | IN MONCALVO WOHNTE AMERIGO COLOMBO JG. 1913 VERHAFTET 19.4.1944 DEPORTIERT AUSCHWITZ ERMORDET 1.9.1944 | Vicolo 27 genniaio 1945 | Amerigo Colombo wurde am 2. Dezember 1913 in Alessandria als Sohn von Alberto Colombo und Estella Foa geboren. Er hatte drei Schwestern, Faustina, Ester und Anna. Er war Buchhändler. Er, sein Vater und seine Tante Prima Colombo wurden am 19. Mai 1944 in Moncalvo verhaftet. Sie wurden zuerst im Lager von Asti, dann im Durchgangslager Fossoli interniert. Am 26. Juni 1944 wurden sie mit dem Transport Nr. 13 in das Konzentrationslager Auschwitz deportiert. Am Tag der Ankunft, dem 30. Juni 1944, wurde seine Tante ermordet, mutmaßlich in einer Gaskammer. Vater und Sohn wurden zur Zwangsarbeit eingeteilt und verloren beide am 1. September 1944 ihr Leben. |
|              | IN MONCALVO WOHNTE ADUA NUNES JG. 1902 VERHAFTET 21.3.1944 DEPORTIERT AUSCHWITZ ERMORDET 31.12.1944    | Vicolo 27 genniaio 1945 | Adua Nunes wurde am 4. Juni 1902 in Livorno als Tochter von Vittorio Nunes und Margherita Servi geboren. Sie war verheiratet mit Ernesto Funaro. Sie wurde am 21. März 1944 in Moncalvo verhaftet und zuerst im Gefängnis von Turin, dann im Durchgangslager Fossoli interniert. Am 5. April 1944 wurden sie mit dem Transport Nr. 9 in das Konzentrationslager Auschwitz deportiert. Der Zug kam dort am 10. April 1944 an. Sie überstand die Selektion, wurde zur Zwangsarbeit eingeteilt und am 31. Dezember 1944 ermordet. Ihre Mutter, geboren am 13. Juni 1869 in Livorno, war bereits im Februar verhaftet worden. Sie war im Gefängnis von La Spezia und im Durchgangslager Fossoli interniert und wurde am 22. Februar 1944 mit dem Transport Nr. 8 in das Konzentrationslager Auschwitz deportiert. Unmittelbar nach ihrer Ankunft in Auschwitz am 26. Februar 1944 wurde sie ermordet, mutmaßlich in einer Gaskammer. |
|              | IN MONCALVO WOHNTE CLELIA VITALE JG. 1878 VERHAFTET 24.5.1944 DEPORTIERT AUSCHWITZ ERMORDET 15.7.1944  | Vicolo 27 genniaio 1945 | Clelia Vitale wurde am 12. Aprile 1878 in Alessandria als Tochter von Aronne Vitale und Matilde Segre geboren. Sie war die Witwe nach Moïse Foa. Sie war schon eine ältere Dame, als sie am 24. Mai 1944 verhaftet wurde in Moncalvo, danach eingesperrt im Gefängnis von Turin und verschleppt in das Durchgangslager Fossoli. Am 26. Juni 1944 wurde sie in einem Viehwagen des Transports Nr. 13 in das Konzentrationslager Auschwitz deportiert. Der Konvoi erreichte nach 5-tägiger Fahrt am 30. Juni Auschwitz. Dort wurde sie am 15. Juli 1944 ermordet. |

## Verlegedaten
Die Stolpersteine in Moncalvo wurden am 26. Januar 2020 in einer feierlichen Zeremonie verlegt. Der Initiator und Gemeinderatsvertreter Diego Musumeci betonte, dass es sich beim Stolpersteinprojekt um eine gelungene Zusammenarbeit zwischen der Geimedeverwaltung und der Opposition im Gemeinderat gehandelt habe. Gemeinsam seien die Namen ausfindig gemacht worden und auch die Jüdische Gemeinde von Casale Monferrato sei einbezogen worden. Der Stolperstein von Calamandrana wurde am 28. Januar 2024 verlegt.